# 조고
조고(趙高, 기원전 258년 ~ 기원전 207년)는 중국 전국시대 진나라(秦) 시대의 관료이자 환관이다.
본래 어머니의 죄에 연좌되어 비천한 신분이 되었으나 형법에 능통하였기 때문에 진 시황제에게 등용되어 중거부령에 임명됨으로써 그의 측근이 되었다. 또한 시황제의 뒤를 이어 진 이세황제가 즉위하자 그의 측근이 되어 몽염 · 몽의 형제와 이사 등을 비롯한 시황제 시대의 권신들을 차례로 모함하여 제거하고 승상이 되었다. 진승 · 오광의 난으로 인하여 진나라의 함곡관 동쪽 일대가 모두 이반하고 옛 제후국들이 부흥하자 이세황제를 살해하고 진왕 자영을 옹립하였으나 자영에 의하여 암살되었다. 흔히 궁형을 받은 환관으로도 알려져 있으나 아직도 진위여부는 의심된다.
역사가 배인(裴駰)은 조고는 진 시황제를 배알하는 승상으로 진 시황 사후 이세황제二世皇帝 호해를 승상(丞相) 이사(李斯)와 함께 추대한 인물이라 평했다.

## 생애

### 어린 시절
조고는 본래 조나라(趙) 왕실의 먼 친속이었다. 일찍이 조고의 형제들은 모두가 은궁(隱宮)에서 자랐고, 그 어머니 또한 형육(刑戮, 사형)에 처해져서 그 집안이 대대로 비천하였다. 그러나 진 시황제는 조고가 힘이 세고 옥법(獄法, 형법)에 능통하다는 말을 듣고는 그를 기용하여 중거부령(中車府令)으로 삼았다. 이후 조고는 진 시황제의 아들이었던 공자 호해의 스승이 되어 그에게 결옥(決獄, 재판)하는 법을 가르쳤고, 이 일로 인하여 호해 또한 스승인 조고를 좋아하게 되었다.
그러던 어느날, 조고가 죄를 짓게 되었다. 이 사건을 담당하게 된 시황제의 측근 몽의는 국법에 따라 조고에게 사형판결을 내리고 그의 이름을 관리명단인 환적(宦籍)에서 삭제하였다. 그러나 진 시황제는 조고가 일을 열심히 해왔다는 이유로 그 죄를 사면하고 관작을 복구시켜 주었다. 이후로도 조고는 시황제의 총애를 받아서 시황제 말년에 이르러서는 부새령(府璽令)이 되어서 부새(符璽, 옥새)를 담당하는 일까지 맡게 되었다.

### 이세황제
기원전 210년(진시황 37) 7월, 진 시황제가 순행을 하던 와중에 병을 얻자 장남인 부소에게 함양으로 돌아와 자신을 장사지낼 것을 지시하는 유서를 남긴 후 사구(沙丘)의 평대(平臺)에서 사망하였다. 시황제의 죽음은 곧바로 기밀에 붙여져서 중거부령 조고와 승상 이사 · 공자 호해 및 시황제에게 총애받던 5~6명의 환자(宦者) 외에는 아무도 이 사실을 알지 못하였다.
조고는 이 기회를 틈타 자신과 사이가 좋았던 호해를 새로운 황제로 옹립하는 한편, 과거의 원한 때문에 몽의를 죽이고 싶어했다. 때문에 조고는 공자 호해에게 아직 시황제의 후계자가 결정되지 않았다는 사실을 밝히며 그로 하여금 황제가 될 것을 부추겼다. 또한 동시에 몽씨 가문의 위세에 위기감을 느끼고 있었던 승상 이사를 설득함으로써 시황제의 유서를 조작하여 호해를 황제로 옹립하고 북쪽 변경의 상군(上郡)에 파견되어 있던 시황제의 장남 부소와 장군 몽염에게 자살을 명령하였다. 이에 결국 부소는 자살하였으며, 몽염은 자살을 거부하였다가 양주(陽周)에 감금당하였다. 이후 몽염과 몽의 형제는 각기 조고에게 처형당하거나 자살하였다.
한편 함양에 돌아온 호해는 그해 9월에 시황제를 장사지내고 진나라의 황제로 즉위하여 진 이세황제가 되었다.

### 권력장악
기원전 209년(진이세 1), 이세황제는 조고를 낭중령(郎中令)으로 임명하고 그에게 국사(國事)를 맡겼다. 이 무렵에 호해가 조고에게 "대신과 관리와 공자들이 나를 따르려 하지 않는다."라 말하며 불안을 토로하자, 조고는 그를 부추겨서 권력을 강화하기 위해 시황제의 여러 공자들을 처형시키도록 하였다. 이로 인하여 12명의 공자들이 함양의 저자에서 처형당하였고 10명의 공주들은 두현(杜縣)에서 사지가 찢겨 죽었으며 그 재산은 몰수되었다. 또한 이에 연루되어 셀 수 없이 많은 이들이 죽었다. 그해 7월에 이르러 진승·오광의 난이 발발하였다.
기원전 208년(진이세 2), 조고는 이세황제가 아직 젊고 미숙하여 만일 실수라도 저지르면 대신들에게 단점만 보이게 된다고 주장하였다. 이 말을 들은 이후로 이세황제는 더 이상 대신들을 직접 만나 국정을 의논하지 않고 늘 깊은 궁중에만 거처하면서 오로지 조고와 모든 일을 결정하기 시작하였다.
한편 조고는 승상 이사가 이세황제를 만나서 간언을 올리려 하였으나 이세황제가 늘 조정에 나오지 않아 전전긍긍하고 있음을 알게 되었다. 조고는 이사에게 접근하여 황제를 접견할 적당한 시기를 알려주겠다고 하고는, 이세황제가 미녀들과 더불어 연회를 즐기려 할 때에만 접견을 허용하여 두 사람의 사이를 이간질하였다. 이 일로 인하여 이세황제는 이사에게 악감정을 품게 되었다.
이후 우승상 풍거질 · 좌승상 이사 · 장군 풍겁 등의 대신들이 이세황제에게 상소를 올려 진승·오광의 난으로 인한 나라의 어려움을 토로하면서 아방궁 축조를 중단하고 변경의 수자리와 물자의 수송을 줄일 것을 간언하였다. 그러자 이세황제는 도리어 반란을 막지 못한 책임을 들먹이며 대신들을 질책한 후 그들을 옥리에게 넘겨 죄를 따지도록 하였다. 풍거질과 풍겁 등은 치욕 대신에 자살을 택하였으나, 이사는 자살하지 않고 옥에 갇혔다.
이보다 앞서 이사는 감천궁(甘泉宮)에서 각저놀이나 연회로 소일하고 있던 이세황제에게 글을 올려서 조고가 저지르고 있는 죄상을 거론하며 그를 탄핵하였다. 그러나 이세황제는 조고를 깊이 신임하고 있던 터라 이사가 조고를 죽일까 두려워서 이 사실을 조고에게 모두 말해버렸다. 그러자 조고는 이사가 자신을 죽이고 나면 분명 황제의 자리를 찬탈하려 할 것이라 주장했다. 때문에 이세황제는 조고로 하여금 이사를 심문할 것을 명하였다.
조고는 이사를 하옥한 후, 그의 아들인 이유가 이사와 더불어 모반을 꾀했다는 모함을 씌우고는 그를 1천 번이나 매질하여 강제로 죄를 자백하게 하였다. 이후 이사가 억울함을 토로하는 상소문을 이세황제에게 올렸으나 조고가 이를 중간에서 막아버렸다. 또한 조고는 이후에도 자신의 식객 10여 명을 보내 번갈아가며 이사를 심문해서 자백을 번복할 때마다 매질을 가했다. 이후 이세황제가 사자를 보내 이사를 심문하자, 이사는 매질이 두려워서 이전과 똑같이 자백하였다. 결국 이사는 그해 7월, 혹은 이듬해인 기원전 207년(진이세 3) 겨울에 처형되었다.
이처럼 정적인 이사를 비롯한 대신들을 모두 제거하고 이세황제를 깊은 궁중 속에 가두어 놓는데 성공한 조고는 막대한 권력을 장악하게 되었다.

### 지록위마
기원전 207년(진이세 3), 이사에게 모반죄를 씌워 제거한 조고는 마침내 중승상(中丞相)이 되었으며, 이세황제는 나라의 크고 작은 일을 모두 조고와 의논하게 되었다.
그해 8월 기해일, 조고는 반란을 일으키고자 하는 마음을 품고는 자신의 권력이 얼마나 막중한지 시험하기 위해 사슴 한 마리를 이세황제에게 바치면서 이를 말이라고 주장했다. 이세황제는 웃으면서 "승상이 잘 못 본 것이 아닌가? 사슴을 보고 말이라니?"라 하며 의아해했다. 그러나 곁에 있던 사람들은 모두 조고의 말이 맞다고 말하였다. 그 중 몇몇 사람들은 이세황제의 말이 맞다고 하였으나 이들은 훗날 모두 조고에게 모함을 당하고 말았다.
이 일화에서 "지록위마"(指鹿爲馬)라는 고사성어가 유래하였다. 이는 곧 "사슴을 가리켜 말이라 하다."는 뜻으로, 조고가 사슴을 가리켜 말이라 주장하며 이세황제를 농락하였듯이, 아랫 사람이 권세와 거짓말을 동원해 윗 사람을 농락하며 권세를 휘두르는 상황을 묘사하는 경우를 가리키는 속담이 되었다.
이보다 앞서 조고는 진승 · 오광의 난을 두고 "관동(關東)의 도적들은 아무 것도 할 수 없다."고 주장하였다. 그러나 이 무렵에 초나라 반란군의 장군인 항우가 거록대전에서 진나라의 명장 장한을 격파하고 왕리를 생포하기에 이르자 과거에 진나라에게 멸망했던 연나라(燕) · 조나라(趙) · 제나라(齊) · 초나라(楚) · 한나라(韓) · 위나라(魏) 등의 제후국들이 모두 부흥하여 왕을 세웠고, 함곡관 동쪽은 대부분 진나라를 배반하고 제후들에게 호흥하기에 이르렀다. 이에 장한이 함양에 사마흔을 보내 보고하였으나, 조고는 장한을 믿지 않고 사마흔을 만나주지도 않았다. 이에 장한은 항우에게 항복하고 말았다. 조고는 이세황제가 이런 상황을 알게 되면 자신을 죽일까 두려워서 병을 핑계로 조회에 나가지 않게 되었다.

### 쿠데타
한편 조고와 주변의 모든 사람들이 사슴을 가리켜 말이라 주장하는 광경을 본 이세황제는 자신의 정신이 이상해진 것이 아닐까 의심하여 태복(太卜)을 불러 점을 치게 하였다. 태복은 이세황제에게 종묘에 제사지내기 전에 정신과 몸을 맑게 하여 재계(齋戒)할 것을 권하였고, 이세황제는 그 말을 따라서 상림원(上林苑)에 들어가 재계하며 사냥으로 소일하였다.
그런데 이세황제가 상림원에서 무심결에 쏜 화살이 한 사람을 맞추어 죽였다. 이에 조고는 "아무리 천자라도 까닭없이 사람을 죽이면 하늘의 재앙을 받는다."고 주장하며 이세황제에게 망이궁(望夷宮)으로 가서 하늘에 기도드릴 것을 권하였다. 마침 이 무렵에 이세황제 또한 흰 호랑이가 자신이 탄 수레의 왼쪽 말을 물어 뜯는 꿈을 꾸고는 해몽을 하게 하였더니, "경수(涇水)의 신이 괴상한 일을 일으킨다."라는 점괘가 나오자 결국 망이궁에 가서 목욕재계하였으며, 흰말 네 마리를 경수에 던져 넣어 경수의 신에게 제사를 드리도록 하였다.
그런데 망이궁에서 칩거하던 이세황제는 뒤늦게 관동에서 일어난 반란의 소식을 듣고는 사람을 보내 조고를 질책하였다. 이에 조고는 사위인 함양령(咸陽令) 염락(閻樂)과 아우인 조성(趙成) 등과 은밀히 의논하여 이세황제를 살해하고 대신에 공자 자영을 세울 것을 모의하였다. 이후 조고는 망이궁에서 쿠데타를 일으켜 이세황제를 죽였는데, 기록에 따라서는 직접 염악을 보내 망이궁을 점령하고 이세황제를 겁박하여 자살케하였다고도 하고, 자신의 군사들의 관동의 반란군으로 위장하여 망이궁을 포위해서 겁에 질린 이세황제를 자살케하였다고도 한다.
일설에 따르면 조고가 이세황제를 죽인 후에 옥새를 쥐고 황제가 되려 하였으나 좌우 사람들이 따르지 않았고, 전각에 오르려 할 때마다 궁전에 무너질듯이 흔들리자 이를 하늘의 뜻으로 여겨 단념하고 자영에게 옥좌를 양보했다고도 하지만 확실하지 않다.

### 죽음
기원전 207년 8월, 염락으로부터 이세황제가 마침내 죽었다는 보고를 받은 조고는 여러 대신과 공자들을 소집하여 이 사실을 알렸다. 이 자리에서 조고는 과거에 멸망했던 6국이 다시 자립했기 때문에 진나라는 더 이상 "제(帝)"라 칭할 수 없다고 주장하며 다시 "왕(王)"을 칭하였다.
그해 9월, 조고는 당초의 계획대로 인망이 있었던 공자 자영을 진나라 왕으로 옹립하였으며 이세황제를 평민의 예로 두현(杜縣) 남쪽의 의춘원(宜春苑)에 장사냈다. 조고는 자영으로 하여금 목욕재계하며 종묘에 제사를 드리고나서 신하들과 접견하여 옥새를 받들도록 하였다. 그러나 자영은 조고가 초나라와 밀약을 맺고 진나라 종실을 멸한 후에 스스로 관중의 왕이 되려 한다고 의심하고 있었다. 때문에 자영은 두 아들 및 한담(韓談)과 모의하고는 일부러 병을 칭하며 조정에 나가지 않았다.
조고는 몇차례 사람을 보냈음에도 자영이 응하지 않자, 몸소 자영을 찾아가 문병을 왔다가 재궁(齋宮)에서 자영의 자객에게 찔려 죽고 말았다. 조고를 죽인 자영은 그 삼족을 멸하였으며 시신을 함양의 저자에 조리돌렸다. 그리고 자영이 왕위에 오른지 46일 만에 전한 고제가 함양에 입성하면서 진나라는 멸망하였다.